# Robert Graham Cooks
Robert Graham Cooks (* 2. Juli 1941 in Benoni, Südafrika) ist ein südafrikanisch-US-amerikanischer Chemiker, bekannt für Entwicklungen in der Massenspektrometrie.

## Leben
Cooks studierte Chemie an der University of Natal in Südafrika mit dem Bachelor-Abschluss 1961. Er wurde 1965 an der Universität Natal bei Frank L. Warren promoviert und nochmals 1967 bei Peter Sykes an der Universität Cambridge. 1968 wurde er Assistant Professor an der Kansas State University und 1975 Associate Professor und 1980 Professor an der Purdue University, an der er 1973 bis 1986 das Mass Spectrometry Center leitete und Henry Bohn Hass Distinguished Professor wurde.
2012 erhielt er die F. A. Cotton Medal,  2011 den Centenary Prize der Royal Society of Chemistry, 2008 den Robert Boyle Prize for Analytical Science und 2013 den Dreyfus Prize in the Chemical Sciences. Weiter erhielt er 1997 den Fisher Award (ACS Award for Analytical Chemistry), 1991 den Frank H. Field & Joe L. Franklin Award (ACS Award for Mass Spectrometry), 1984 den ACS Analytical Division's Chemical Instrumentation Award und 1985 die Thomson Medal. Er ist Mitglied der National Academy of Sciences und der American Academy of Arts and Sciences und Fellow der American Association for the Advancement of Science. 1999 erhielt er einen Ehrendoktor (D.Sc.) der Universität Natal.
Er entwickelte Massenspektrometer für verschiedenste Zwecke von Ausmaßen, die einen ganzen Raum füllten, bis zum Westentaschenformat. Er war an der frühen Entwicklung von Tandem-Massenspektrometern beteiligt und in seiner Gruppe wurde unter anderem Desorption electrospray ionization (DESI) entwickelt.

## Schriften
- R. G. Cooks, J. H. Beynon, R. M. Caprioli, G. R. Lester: Metastable Ions, Elsevier, Amsterdam, 1973 (Reprint als American Society for Mass Spectrometry Classic Book 2004)
- J. B. Lambert, H. F. Shurvell, L. Verbit, R. G. Cooks, George H. Stout: Organic Structural Analysis, Macmillan, New York, 1976
- R. G. Cooks (Hrsg.): Collision Spectroscopy, Plenum Press, New York, 1978
- J. B. Lambert, H. F. Shurvell, D. Lightner, R. G. Cooks: Introduction to Organic Spectroscopy, Macmillan, New York, 1987
- Joseph B. Lambert, Herbert F. Shurvell, David A. Lightner, R. Graham Cooks: Organic Structural Spectroscopy,  Prentice Hall, 1998